# Privilegium de non tolerandis Judaeis

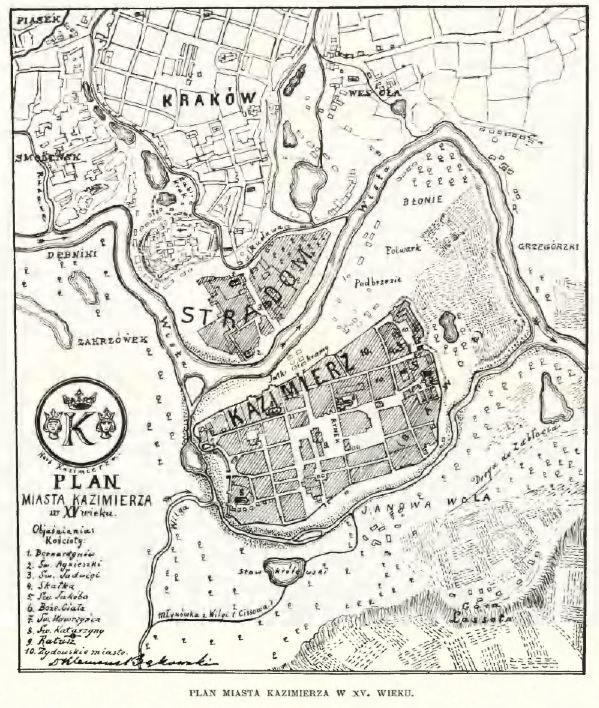
План міста Казімєж під Краковом, в якому знаходився єврейський квартал із de non tolerandis Christianis, а також частина Кракова, що мала de non tolerandis Judaeis (XV століття)

Privilegium de non tolerandis Judaeis (укр. привілей неприйняття євреїв) — привілей, який надавався з XVI по кінець XVIII століття окремим з королівських міст. Він забороняв євреям проживати в місті, якого стосувався документ, володіти в ньому нерухомістю, а також забороняв їм входити в місто (за винятком окремих днів; зазвичай — торгів та ярмарків). Починаючи від XVI століття, цей привілей надавали правителі Речі Посполитої та деяких інших європейських країн, зокрема Австрії. Окремі єврейські квартали у Польщі та Литві отримували аналогічний privilegium de non tolerandis Christianis. Обидва привілеї надавалися тільки для королівських міст; у приватних містах євреї мали повну свободу економічної діяльності.

## Привілеї

### Privilegium de non tolerandis Judaeis
Заборона не поширювалася на королівських сервіторів і володіючих окремими привілеями великих банкірів, лікарів тощо. Також вона не стосувалась маєтків міської шляхти, так званих юридик та резиденцій магнатів (як світських, так і духовенства).
Такий привілей, за задумом, мусив призводити до виселення євреїв із міст за межі міських мурів. Він отримувався найчастіше завдяки зусиллям християнських городян, в основному ремісників і купців із середнім рівнем доходу, задля усунення своїх єврейських конкурентів. На практиці привілей регулярно свідомо порушувався. Наприклад, євреї орендували приміщення для проживання, облаштування магазинів чи пунктів обміну валют. Міська влада часто ігнорувала єврейських жителів, що проживали одразу за мурами або в юридиках. До прикладу, в юридиці у Вільнюсі було засновано кагал і побудовано дерев'яну синагогу, а у 1633 році — Велику Синагогу. De non tolerandis Judaeis іноді прописувався окремим пунктом в статуті міста, і міські патриції, які часто користувалися послугами єврейських банкірів та вели з ними бізнес, регулярно його відміняли чи повертали, використовуючи як форму тиску на єврейських підприємців.
Такі документи протягом певного періоду своєї історії мали, серед іншого, Гданськ (до 1620 року), Варшава, Краків, Люблін, Радом і Бяла. Від чотирнадцятого століття на території всього Мазовецького князівства і здобутої під час Тринадцятирічної війни Королівської Пруссії євреям теж було заборонено поселятися. В шістнадцятому столітті на загальну кількість у більш ніж 1300 міст було видано кілька десятків привілеїв, але вже в 1820 році у Царстві Польському 90 із 452 польських міст (близько 20 %) мали такі заборони

### Privilegium de non tolerandis Christianis
Єврейські квартали в Речі Посполитій отримували протилежні привілеї — De non tolerandis Christianis (укр. [привілей] неприйняття християн). Такий акт отримали кілька кагалів на території Корони Королівства Польського, значно частіше вони видавалися у Великому князівстві Литовському. Король Сигізмунд II Август видав у 1568 році заборону на поселення християн в єврейському кварталі Казімєж поблизу Кракова і в єврейському кварталі Любліна. У 1633 році привілей отримав єврейський квартал Познані. Станом на 1645 рік de non tolerandis Christianis мали щонайменше 28 єврейських громад у Великому князівстві Литовському.

## Наслідки

### Oppidum Judaeorum
Результатом спроб витіснити єврейське населення зі сфери торгівлі та послуг представниками християнського середнього класу стала розбудова на початку сімнадцятого століття єврейських містечок, званих латиною Oppidum Judaeorum. Як правило, в них мешкали від декількох десятків до декількох сотень людей. Виникали вони як у передмістях, так і на відстані декількох кілометрів від міста. Їх жителі кожен день працювали і торгували вдома, але у визначені торгові дні приходили в сусідні великі міста. До прикладу, євреї Казімєжа торгуювали в Кракові, з Пшитика в Радомі, зі Сважендза в Познані, з Розпші в Пйотркуві, зі Старих Шкотів, Вжеща, Хмєльніків і Вінників — у Гданську. З'явилися аналогічні великі єврейські поселення в Опатуві, Самборі, Дрогобичі, Снятині, а також у передмістях Яворова, Ряшева і Ярослава.

### Міграція і демографія
Іншим наслідком надання містам такого привілею стала пришвидшена міграція євреїв на східні землі Речі Посполитої — до латифундій магнатів, а також до їх приватних міст (наприклад, Бродів, Дубного, Кротошина, Лешного, Меджибожа, Острога, Пінчува, Заслава, Замостя або Жовкви). Таких міст було в два рази більше, ніж королівських, а в їх межах діяльність євреїв не обмежувалася. Вони могли брати участь у всіх сферах економічного життя регіону. Незабаром після прибуття євреїв вони стали переважати серед релігійних та етнічних меншин (наприклад, вірменів, італійців, німців, шотландців). Викуповуючи на доручення можновладців землю в шляхти, суттєво допомогли перетворити республіку в олігархію. У той час як на 1648 рік у приватних маєтках східних воєводств кількість євреїв оцінювалася у 200–500 тис. осіб (причому перше число здається більш правдоподібним), то в містах і державних маєтках їх кількість стрімко скорочувалася: від 25–30 тис. осіб на початку шістнадцятого століття до 13 тисяч у 1579 році, а в 1613–1630 роках — тільки 3000 осіб по всій Речі Посполитій.